# Jiah Pingot
Jiah Pingot Aurora (ur. 2 sierpnia 1999) – filipińska zapaśniczka walcząca w stylu wolnym. Zajęła dziesiąte miejsce na igrzyskach azjatyckich w 2022. Ósma na mistrzostwach Azji w 2023. Srebrna medalistka igrzysk Azji Południowo-Wschodniej w 2019, 2021 i 2023. Druga na mistrzostwach Azji Południowo-Wschodniej w 2022 i 2023 roku.